# 1242 dans les croisades
Cette page regroupe les évènements concernant les Croisades qui sont survenus en 1242 :
- 5 avril : Les chevaliers teutoniques sont vaincus par Alexandre Nevski, prince de Novgorod, à la bataille du lac Peïpous[1].
- 28 mai : Une troupe de chevaliers conduite par Pierre Roger de Mirepoix massacre à Avignonet les membres du tribunal de l'Inquisition[2].